# Miconia chrysocoma
Miconia chrysocoma är en tvåhjärtbladig växtart som beskrevs av Henry Allan Gleason. Miconia chrysocoma ingår i släktet Miconia och familjen Melastomataceae. Inga underarter finns listade i Catalogue of Life.